# 孔玛乡 (那曲市)
孔玛乡（藏語：འཁོར་མང་），是中华人民共和国西藏自治区那曲市色尼区下辖的一个乡镇级行政单位。

## 行政区划
孔玛乡下辖以下地区：
嘎堆巴热村、扎西东栏村、多索村、布玛村、嘎坚村、当布村、扣热村、吉措村、龙吾村和多雄村。